# ديف بيرني
ديف بيرني (بالإنجليزية: Dave Bernie)‏ هو لاعب قذف أيرلندي، ولد في 1948 في Ferns, County Wexford ‏ في جمهورية أيرلندا.